# Mycomya chloratica
Mycomya chloratica är en tvåvingeart som beskrevs av Oskar Augustus Johannsen 1910. Mycomya chloratica ingår i släktet Mycomya och familjen svampmyggor.
Artens utbredningsområde är Wisconsin. Inga underarter finns listade i Catalogue of Life.